# Oribotritia solitaria
Oribotritia solitaria är en kvalsterart som beskrevs av Wojciech Niedbała 1993. Oribotritia solitaria ingår i släktet Oribotritia och familjen Oribotritiidae. Inga underarter finns listade i Catalogue of Life.